# Branchiostegus
Branchiostegus es un género de peces de la familia Malacanthidae, del orden Perciformes. Este género marino fue descrito por primera vez en 1815 por Constantine Samuel Rafinesque.

## Especies
Especies reconocidas del género:
- Branchiostegus albus Dooley, 1978
- Branchiostegus argentatus (G. Cuvier, 1830)
- Branchiostegus auratus (Kishinouye, 1907)
- Branchiostegus australiensis Dooley & Kailola, 1988
- Branchiostegus doliatus (G. Cuvier, 1830)
- Branchiostegus gloerfelti Dooley & Kailola, 1988
- Branchiostegus hedlandensis Dooley & Kailola, 1988
- Branchiostegus ilocanus Herre, 1928
- Branchiostegus japonicus (Houttuyn, 1782)
- Branchiostegus paxtoni Dooley & Kailola, 1988
- Branchiostegus saitoi Dooley & Iwatsuki, 2012
- Branchiostegus sawakinensis Amirthalingam, 1969
- Branchiostegus semifasciatus (Norman, 1931)
- Branchiostegus serratus Dooley & Paxton, 1975
- Branchiostegus vittatus Herre, 1926
- Branchiostegus wardi Whitley, 1932

### Lectura recomendada
- Eschmeyer, William N., ed. 1998. Catalog of Fishes. Special Publication of the Center for Biodiversity Research and Information, no. 1, vol 1-3. 2905.